# Дарк ембиънт
Дарк ембиънт (на английски: Dark ambient), срещан и като ембиънт индъстриъл е жанр в пост-индъстриъл музиката, която включва лошо предчувстващи, зловещи, или нехармонични обертонове, някои от които са силно вдъхновени от елементи на ембиънт. Терминът е въведен в началото на 1990 г. от Роджър Карманик за да опише музиката на групата „Raison d'être“.

## Произход
Дарк ембиънт музиката има своите корени от 1970-те г., с въвеждането на нови, по-малки и по-достъпни ефектни педали, синтезатор и технологии за записи. Ранните жанрови елементи могат да бъдат намерени в албума D.o.A: The Third and Final Report of Throbbing Gristle (1978) на D.o.A. Важни ранни предпоставки на жанра може да бъдат чути в албума Zeit (1972) на Tangerine Dream, който сдържа „тъмни“ криволичещи, понякога смущаващи звуци.
Проекти като Lustmord, Nocturnal Emissions, Zoviet France, Lilith еволюират от индъстриъл музиката през 1980-те г., и са едни от най-ранните изпълнители на дарк ембиънт. Те използват индъстриъл елементи като тактиката на шум и шок, но владеят тези елементи с повече финес. Освен това, дарк ембиънта често има силни окултни тенденции, с определена склонност към магията, Алистър Краули, често даващо на музиката ритуалистичен аромат.
Сред изпълнителите на дарк ембиънт са Controlled Bleeding, CTI, Coph Nia, Deutsch Nepal, Hafler Trio, Lustmord, Nocturnal Emissions, PGR, Thomas Köner, Zoviet France, Cabaret Voltaire, SPK, Lab Report, Akira Yamaoka, Robin Rimbaud, Endura, Vidna Obmana, Daniel Menche, Lull, Hwyl Nofio, Hieronymus Bosch и Final.

## Характеристики
Дарк ембиънт често се състои от развиващи се дисонансни хармонии на дроун музика, нискочестотни и машинни шумове, понякога допълнени от гонгове, ударни ритми, изкривени гласове и други открити звуци, често преработени до точката, където първоначалната творба не може да бъде разпозната. Например, цели произведения могат да се основават на радиотелескопични записи, ромонът на новородени бебета или звуци, записани чрез контактни микрофони по телеграфните жици.
Като цяло музиката има тенденция да предизвиква чувство на самота, меланхолия, раждане, както и изолация. Въпреки това, докато темата в музиката има тенденция да бъде „тъмна“ в природата, някои творци създават повече органични звукове. Примери за такива продукции са тези на Oöphoi, Alio Die, Mathias Grassow, Тау Сети и Клаус Визе. Симфониите на поредицата планети, колекция от творби на Brain / Mind Research, вдъхновени от звуковата честота на плазмени вълни, записани от безпилотната космическа сонда Вояджър, също могат да бъдат считани за органична проява на дарк ембиънт.